# Sextreme
O Sextreme é um canal adulto de televisão comercializado nos Estados Unidos, no Canadá e no Brasil em operadoras de TV por assinatura. O canal faz parte do portfólio da Playboy do Brasil Entretenimento, joint venture formada pelo Grupo Globo e pela Playboy TV Latin America & Iberia.

## Programação
A programação do canal Sextreme inclui filmes de sexo explicito mais extremos do mundo erótico. O canal tem como objetivo surpreender o público com sua programação com 24 horas de conteúdo hardcore, incluindo filmes amadores.
Na programação há cerca de 24 estreias de filmes e reality shows amadores por mês, além de uma faixa com filmes “surpresa”.

## Outros canais
- Sexy Hot
- For Man
- Venus
- Private
- Playboy TV